# 36 (EP)
36 è un EP del gruppo piemontese Perturbazione, pubblicato nel 1998 dalla Beware! Records.

## Tracce
1. Lontano da qui – 5:00
2. Domenica interno notte – 3:57
3. Fake B-Movie Star – 3:20
4. Ti voglio laureato, raffinato, anticonformista quanto basta, con un forte senso dell'umorismo, del nord, dolcissimo, molto dolce – 1:19
5. La corda di vetro – 3:55
6. Dal silenzio – 2:53

## Formazione
- Tommaso Cerasuolo - voce
- Cristiano Lo Mele - chitarra, tastiere
- Stefano Milano - basso
- Rossano Antonio Lo Mele - batteria
- Gigi Giancursi - chitarra, voce
- Elena Diana - violoncello